# Aleksy Komorowski
Aleksy Komorowski (ur. 1987 w Warszawie) – polski aktor telewizyjny i filmowy.

## Kariera
Jako aktor zadebiutował w 2012 roku rolą seminarzysty Grzegorza w serialu Lekarze i Patryka w serialu Hotel 52. Największą popularność przyniosła mu rola Pawła Mazura w serialu TVP1 Wszystko przed nami (2012–2013). W 2013 roku ukończył studia w Akademii Teatralnej w Warszawie. Grał rolę Sebastiana w serialu Polsatu Zawsze warto (2019–2020).

## Filmografia
- 2007: Blisko i daleko – zakochany (etiuda szkolna)
- 2010: Kościół – lektor (etiuda szkolna)
- 2012: Lekarze – seminarzysta Grzegorz Gliniecki (odc. 4)
- 2012: Hotel 52 – Patryk, kolega Adrianny (odc. 58)
- 2012–2013: Wszystko przed nami – Paweł Mazur
- 2014: Cisza nad rozlewiskiem – Piotr (odc. 1–12)
- 2014: Dzień dobry, kocham cię! – doktor Szymon Kosowski
- 2015: Poli – kanar (etiuda szkolna)
- 2015: SuperBob – Carlos
- 2015: Casualty – Zach Manley (sezon 29 odc. 31, 35–38)
- 2016: Przyjaciółki – Rafał, niania Mirandy (odc. 96–97)
- 2018; 2019: Komisarz Alex – Gądek (odc. 139); pływak Robert Banach (odc. 154)
- 2018: Drogi wolności – Ludwig Grasnick (odc. 2–3, 5–6, 8)
- 2018: Doctors – Adam Wysocki
- 2018: #Odindenleta – Andrey
- 2018: Diablo. Wyścig o wszystko – Kris
- 2019: O mnie się nie martw – Miłosz Cedric la Forte (odc. 126)
- 2019: Ojciec Mateusz – aktor Aleksander Korcz (odc. 287)
- 2019–2020: Zawsze warto – Sebastian Nawrot, partner Marka
- 2019: Dwoje protiw smierti – Viktor Kozar
- 2020: Agatha Raisin – Tycjan Marciniak (sezon 3 odc. 4)
- 2022: Nieobecni 2 – Tomasz Ryś[1]
- 2022: Kuchnia – Alex Mickiewicz